# Tiny Toon Adventures: The Great Beanstalk
Tiny Toon Adventures: The Great Beanstalk (conhecido como Tiny Toon Adventures: Buster and the Beanstalk em Europa) é o primeiro Tiny Toon Adventures jogo lançado no
PlayStation. Isto
foi desenvolvido por Terraglyph Interactive Studios e publicado por NewKidCo em 27 de Outubro, 1998.
Existe um jogo para Microsoft Windows com o nome de  Tiny Toon Adventures: Buster and the Beanstalk  que é muito semelhante a este jogo.

## Jogabilidade
Inspirado no conto de fadas Jack and the Beanstalk, Plucky Duck  e Perninha encontraram o  O Grande Pé De Feijão . O jogador assume o controle de Plucky o Pato , que segue o Perninha enquanto eles sobem o pé de feijão e exploram as áreas acima.